# سینما فلور

سینما فلور قبل از انقلاب ۱۳۵۷ ایران در خیابان امیریه تهران در سال ۱۳۱۶ساخته شد و با نام سینما روشن در خیابان ولیعصر محله امیریه با مالکیت شخصی بنام ظهوری و مدیریت یدالله طالقانی آغاز به کار کرد.
در نقل و انتقال‌های بعدی سینما به دکتر آذین واگذار شد و در سال ۱۳۳۹ به ناصر مجد بیگدلی و محمدرضا رئیس دانا اجاره داده شد و از تابستان ۱۳۳۹ با نام سینما فلور به فعالیت ادامه داد. سینما چندین سال فاقد فعالیت بود و ۸ شهریور ۱۳۹۴ فروریخت.